# Ida Regin
Ida Karolina Regin, född 20 april 1983 i Fjälkestads församling i Kristianstads län, var förbundssekreterare i Ung Vänster 2005–2010. Hon är från Strömsund i Jämtland och var bland annat en av organisatörerna av Ung Vänsters kampanj mot EMU 2003.